# Buco coronale

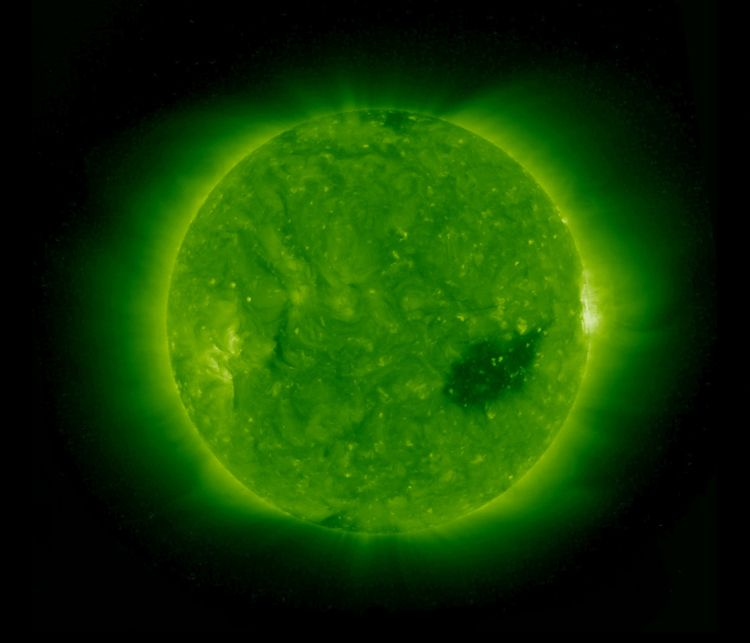
Un buco coronale ripreso dalla sonda STEREO.

I buchi coronali sono aree dove la corona solare è temporaneamente più scura e più fredda delle aree circostanti; anche il plasma possiede qui una densità inferiore. Dalla corona solare il campo magnetico si estende nello spazio interplanetario come un campo aperto.
I buchi coronali sono stati scoperti quando i telescopi a raggi X della missione Skylab furono lanciati oltre l'atmosfera terrestre per rilevare la struttura della corona solare.
Questi buchi sono in relazione con delle concentrazioni unipolari di linee di campo magnetico aperte; durante il minimo solare, i buchi coronali si trovano principalmente nelle regioni polari del Sole, mentre durante il massimo solare sono dislocate in tutta la superficie solare. 
È noto che i componenti ad alta velocità del vento solare transitano lungo le linee magnetiche che passano attraverso i buchi coronali.